# Сант'Еуфемиа д'Аспромонте
Сант'Еуфемиа д'Аспромонте (итал. Sant'Eufemia d'Aspromonte) је насеље у Италији у округу Ређо ди Калабрија, региону Калабрија.
Према процени из 2011. у насељу је живело 3552 становника. Насеље се налази на надморској висини од 467 м.

## Становништво
Према резултатима пописа становништва 2011. у општини је живело 4.053 становника.
| 1931. | 1936. | 1951. | 1961. | 1971. | 1981. | 1991. | 2001. | 2011. |
| ----- | ----- | ----- | ----- | ----- | ----- | ----- | ----- | ----- |
| 6.199 | 6.057 | 6.477 | 5.897 | 5.081 | 4.223 | 4.184 | 4.074 | 4.053 |